# Liste der Monuments historiques in Nozay (Aube)
Die Liste der Monuments historiques in Nozay führt die Monuments historiques in der französischen Gemeinde Nozay auf.

## Liste der Objekte
| Bezeichnung                              | Beschreibung                                                                                                 | Standort                        | Kennzeichnung | Schutzstatus | Datum | Bild |
| ---------------------------------------- | --- | ------------------------------- | ------------- | ------------ | ----- | ---- |
| Retabel                                  | im nördlichen Querschiff; Kalkstein, zweite Hälfte des 16. Jahrhunderts; zugehörig PM10003205 bis PM10003207 | in der Kirche St-Quentin (Lage) | PM10001425    | Classé       | 1908  |      |
| Skulptur Christus                        | Kalkstein, zweite Hälfte des 16. Jahrhunderts                                                                | in der Kirche St-Quentin (Lage) | PM10003205    | Classé       | 1908  |      |
| Skulptur Maria                           | Kalkstein, zweite Hälfte des 16. Jahrhunderts                                                                | in der Kirche St-Quentin (Lage) | PM10003206    | Classé       | 1908  |      |
| Skulptur Johannes Evangelist             | Kalkstein, zweite Hälfte des 16. Jahrhunderts                                                                | in der Kirche St-Quentin (Lage) | PM10003207    | Classé       | 1908  |      |
| Retabel                                  | im südlichen Querschiff; Kalkstein, 16. Jahrhundert; zugehörig PM10003208 bis PM10003210                     | in der Kirche St-Quentin (Lage) |               | Classé       | 1908  |      |
| Skulptur Johannes der Täufer             | Kalkstein, einfarbig gefasst, Anfang des 16. Jahrhunderts                                                    | in der Kirche St-Quentin (Lage) | PM10003208    | Classé       | 1908  |      |
| Skulptur Madonna mit Kind (1)            | Kalkstein, farbig gefasst, Anfang des 16. Jahrhunderts                                                       | in der Kirche St-Quentin (Lage) | PM10003209    | Classé       | 1908  |      |
| Skulptur Heiliger Jakobus der Ältere     | Kalkstein, einfarbig gefasst, Anfang des 16. Jahrhunderts                                                    | in der Kirche St-Quentin (Lage) | PM10003210    | Classé       | 1908  |      |
| Kirchenfenster mit Märtyrerdarstellungen | aus dem 16. Jahrhundert                                                                                      | in der Kirche St-Quentin (Lage) | PM10001427    | Classé       | 1908  |      |
| Skulptur Erzengel Michael                | Kalkstein, einfarbig gefasst, erste Hälfte des 16. Jahrhunderts                                              | in der Kirche St-Quentin (Lage) | PM10001424    | Classé       | 1908  |      |
| Kirchenfenster                           | aus dem 16. Jahrhundert                                                                                      | in der Kirche St-Quentin (Lage) | PM10001429    | Classé       | 1913  |      |
| Skulptur Madonna mit Kind (2)            | Kalkstein, einfarbig gefasst, zweite Hälfte des 14. Jahrhunderts                                             | in der Kirche St-Quentin (Lage) | PM10001428    | Classé       | 1911  |      |